# Lejławki Wielkie
Lejławki Wielkie [pronunciación en polaco: /lɛi̯ˈwafki ˈvjɛlkʲɛ/] (en alemán: Groß Grünheide) es un pueblo en el distrito administrativo de Gmina Orneta, dentro del Distrito de Lidzbark, Voivodato de Varmia y Masuria, en el norte de Polonia. Se encuentra aproximadamente 7 kilómetros al noroeste de Orneta, 35 kilómetros al oeste de Lidzbark Warński, y 51 kilómetros al noroeste de la capital regional, Olsztyn.
Hasta la Primera Partición de Polonia el área era parte del Reino de Polonia, entre 1772 y 1945 fue parte de Prusia y desde 1871 también de Alemania (Prusia Oriental).